# Nucet (gmina Gornet)
Nucet – wieś w Rumunii, w okręgu Prahova, w gminie Gornet. W 2011 roku liczyła 212 mieszkańców.